# Michal Šišman
Michal Šišman (bulharsky Михаил Шишман, známý také jako Michal III. Asen, bulharsky Михаил Асен III) byl v letech 1323 až 1330 bulharský car. Přesný rok jeho narození není znám, ale předpokládá se, že mezi lety 1280 a 1292.? Byl zakladatelem poslední vládnoucí dynastie druhé bulharské říše, Šišmanů. Po korunovaci ale vystupoval pod jménem Asen, aby zdůraznil spojení s Asenovci - první, kdo druhé říši vládli.

## Vláda

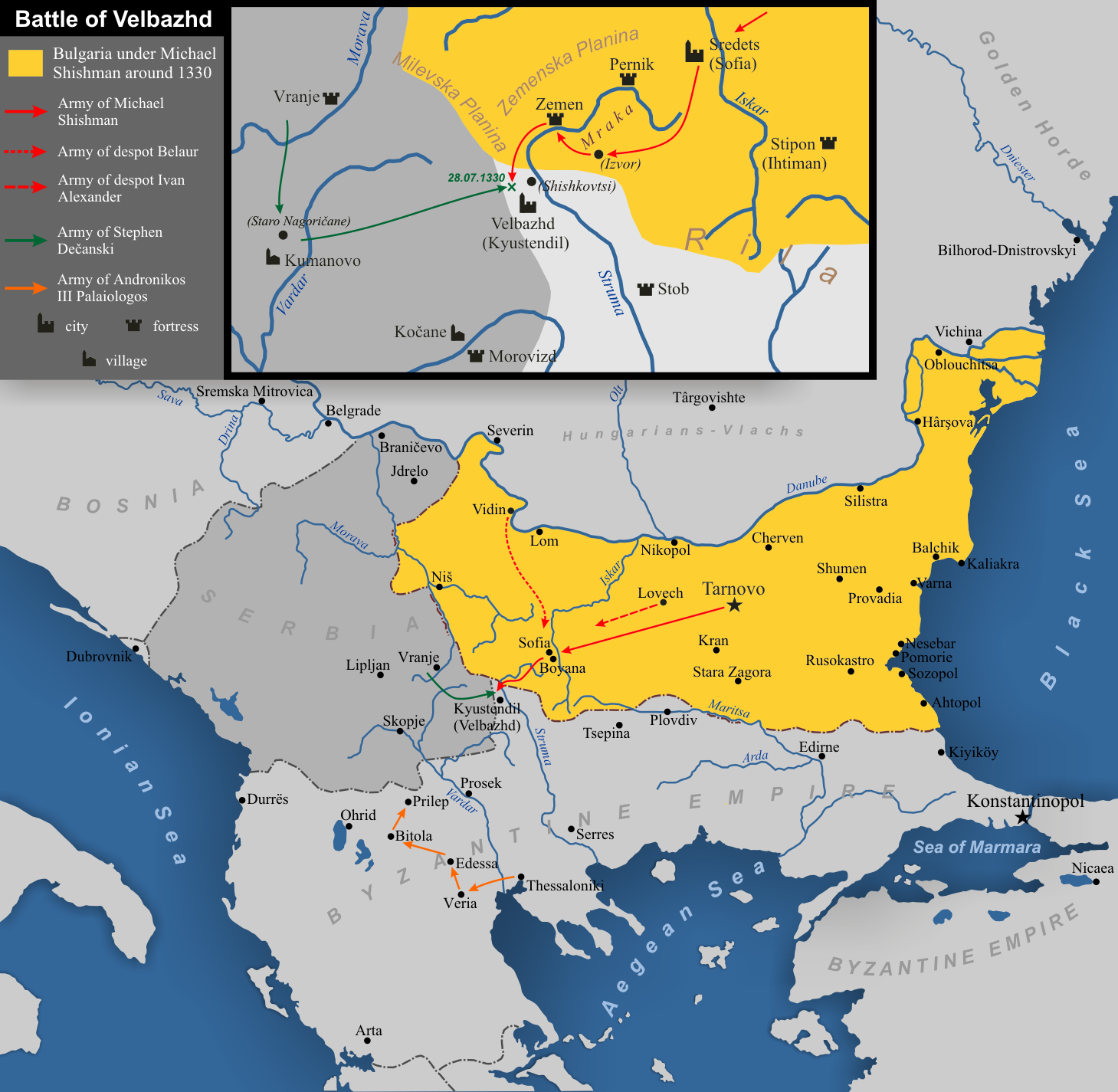
Bulharsko za vlády Michala Šišmana

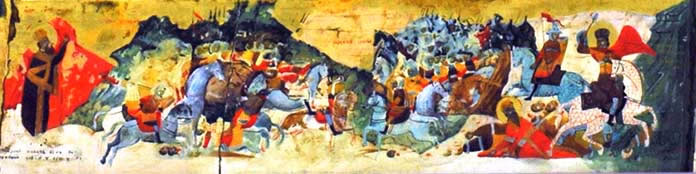
Bitva o Velbăžd

Po brzké smrti Svjatoslavova syna Jiřího II. Tertera se na bulharský trůn dostal car Michal Šišman. Tento Vidinský despota byla zvoleny bojary. V té chvíli už klidné roky vlády cara Teodora Svjatoslava byly minulostí. Zajímavostí bylo, že téměř celé své období panování (1323–1330) car proseděl na koni.
Michal Šišman bojoval v mnoha bitvách. Znal vítězství i prohry. Jeho první bitvy proti Byzantské říši v oblasti Thrákie jsou zrcadlem velké síly její armády.
O pár let později, když znovu hrozila bitva s Byzancí, si již sám nevěděl rady, a tak poprosil Tatary – své staré spojence, – aby mu pomohli v boji. Nečekané vpády ze strany Bulharů v Thrákii a v Adrianopoli vyčerpávaly Byzantskou říši, která byla nejednotná, protože v zemi bylo mnoho vnitřních rozporů a bitev.
V roce 1324 car Michal Šišman podepsal s Byzantinci mírovou smlouvu, protože si nebyl schopen udržet v bitvách získané oblasti. Smlouva byla potvrzena svatbou cara se sestrou mladého panovníka Andronika III. – Teodorou – vdovou po carovi Teodoru Svjatoslavi. Tímto způsobem si car zajistil mír z jihu. Nová dynastie byla také slavnostně uznána za platnou.
V druhé polovině 20. let 14. století byl car zapleten do bitvy o Konstantinopol. Jeho touha získat ho do svých rukou se však neskončila dobře. Po neúspěšném vojenském pochodu v Thrákii prosil Andronika znovu o mír. Tento mír byl nyní pro Bulharsko velmi potřebný, protože na zemi stále více doléhali Srbové.
Ti ovládali již velkou část Makedonie a jejich král Štěpán Uroš III. Dečanský se připravoval na bitvu proti Bulharům. Bitva se uskutečnila u města Velbăžd (dnes Kjustendil) na západě země. Následovaly dramatické momenty s důležitými následky pro Bulharsko. Koncem července roku 1330 po bitvě proti Srbům se oba tábory dohodly na příměří. Okolnosti okolo smrti Michala Šišman jsou nejasné. Podle byzantského císaře a historika Jana Kantakuzenose byl císař v bitvě smrtelně zraněn a brzy zemřel.